# بالمورال (ویسکانسین)
بالمورال (به انگلیسی: Balmoral) یک منطقهٔ مسکونی در ایالات متحده آمریکا است که در Eagle واقع شده‌است. بالمورال ۲۱۴٫۸۹ متر بالاتر از سطح دریا واقع شده‌است.